# Verga Palermo 2019-2020
Questa voce raccoglie le informazioni riguardanti il Verga Palermo nelle competizioni ufficiali della stagione 2019-2020.

## Stagione
Nel 2019-2020 il Verga Palermo, sponsorizzato Sicily By Car, con la promozione dalla serie A2, dopo 29 anni disputa per la quarta stagione la Serie A1 femminile.

## Roster
|    | Naz.                   | Ruolo | Sportivo               | Anno | Alt. |  |       |
| -- | ---------------------- | ----- | ---------------------- | ---- | ---- |  | ----- |
| 3  | Italia (bandiera)      | G     | Francesca Romana Russo | 1996 | 176  |  |       |
| 4  | Italia (bandiera)      | G     | Giulia Manzotti        | 1993 | 179  |  |       |
| 6  | Italia (bandiera)      | AC    | Mounia El Habbab       | 1994 | 188  |  |       |
| 9  | Italia (bandiera)      | P     | Rosa Cupido            | 1992 | 171  |  |       |
| 10 | Spagna (bandiera)      | P     | Laia Flores            | 1996 | 171  |  |       |
| 11 | Stati Uniti (bandiera) | AC    | Shayla Cooper          | 1995 | 188  |  | [ 3 ] |
| 12 | Italia (bandiera)      | A     | Liliana Miccio         | 1989 | 181  |  |       |
| 13 | Italia (bandiera)      | A     | Marta Verona           | 1994 | 178  |  |       |
| 14 | Italia (bandiera)      | A     | Sara Casiglia          | 2001 | 168  |  |       |
| 18 | Italia (bandiera)      | A     | Alice Caliò            | 2003 | 181  |  |       |
| 19 | Italia (bandiera)      | A     | Marta Pia Cappelli     | 2001 | 179  |  |       |
| 23 | Italia (bandiera)      | C     | Alessia Malara         | 2003 |      |  | [ 4 ] |
| 24 | Italia (bandiera)      | G     | Giada Salamone         | 2001 | 173  |  |       |
| 31 | Italia (bandiera)      | G     | Vanessa Nwachukwu      | 2003 |      |  | [ 5 ] |
| 32 | Italia (bandiera)      | G     | Klara Gioè             | 2002 | 172  |  |       |
| 34 | Stati Uniti (bandiera) | C     | Markeisha Gatling      | 1992 | 196  |  |       |

## Mercato

### Sessione estiva
Ingaggiata anche l'ala statunitense Ronni Williams, ma non viene successivamente confermata nel roster.
| Acquisti | Acquisti          | Acquisti         | Acquisti   |
| R.       | Nome              | da               | Modalità   |
| -------- | ----------------- | ---------------- | ---------- |
| C        | Mounia El Habbab  | PB63 Battipaglia | definitivo |
| P        | Laia Flores       | CDB Saragozza    | definitivo |
| C        | Markeisha Gatling | Basket Landes    | definitivo |

| Cessioni | Cessioni               | Cessioni             | Cessioni       |
| R.       | Nome                   | a                    | Modalità       |
| -------- | ---------------------- | -------------------- | -------------- |
| P        | Costanza Verona        | GEAS                 | fine prestito  |
| AC       | Paola Novati           | CUS Cagliari         | fine contratto |
| C        | Adriana Silvia Cutrupi | Athena Roma          | fine contratto |
| C        | Jacinta Vandenberg     | Rockhampton Cyclones | fine contratto |

### Sessione autunnale
| Acquisti | Acquisti              | Acquisti           | Acquisti   |
| R.       | Nome                  | da                 | Modalità   |
| -------- | --------------------- | ------------------ | ---------- |
| AC       | Shayla Jonique Cooper | Leones de Riobamba | definitivo |

| Cessioni | Cessioni | Cessioni | Cessioni |
| R.       | Nome     | a        | Modalità |
| -------- | -------- | -------- | -------- |

## Statistiche
Campionato (stagione regolare e play-off)
| Giocatrice               | Partite | PG | Minuti | Punti | Tiri da due | Tiri da due | Tiri da due | Tiri da tre | Tiri da tre | Tiri da tre | Tiri liberi | Tiri liberi | Tiri liberi | Rimbalzi | Rimbalzi | Rimbalzi | Palle | Palle | Stoppate | Stoppate | Assist | Falli | Falli | Val. |
| Giocatrice               | Partite | PG | Minuti | Punti | R           | T           | %           | R           | T           | %           | R           | T           | %           | D        | O        | T        | P     | R     | S        | D        | Assist | F     | S     | Val. |
| ------------------------ | ------- | -- | ------ | ----- | ----------- | ----------- | ----------- | ----------- | ----------- | ----------- | ----------- | ----------- | ----------- | -------- | -------- | -------- | ----- | ----- | -------- | -------- | ------ | ----- | ----- | ---- |
| Caliò Alice              | 12      | 0  |        | 0     |             |             |             |             |             |             |             |             |             |          |          |          |       |       |          |          |        |       |       |      |
| Cappelli Marta Pia       | 7       | 0  |        | 0     |             |             |             |             |             |             |             |             |             |          |          |          |       |       |          |          |        |       |       |      |
| Casiglia Sara            | 10      | 0  |        | 0     |             |             |             |             |             |             |             |             |             |          |          |          |       |       |          |          |        |       |       |      |
| Cooper Shayla Jonique    | 14      | 14 | 472    | 229   | 66          | 138         | 48          | 12          | 43          | 28          | 61          | 76          | 80          | 101      | 20       | 121      | 53    | 16    | 3        | 4        | 35     | 30    | 52    | 253  |
| Cupido Rosa              | 19      | 19 | 459    | 138   | 33          | 97          | 34          | 5           | 20          | 25          | 57          | 69          | 83          | 18       | 9        | 27       | 32    | 23    | 3        |          | 53     | 25    | 72    | 162  |
| El Habbab Mounia         | 19      | 18 | 116    | 14    | 5           | 20          | 25          | 0           | 2           | 0           | 4           | 6           | 67          | 15       | 9        | 24       | 4     | 6     | 1        | 2        | 2      | 24    | 8     | 8    |
| Flores Laia              | 19      | 19 | 553    | 138   | 35          | 92          | 38          | 11          | 28          | 39          | 35          | 51          | 69          | 87       | 18       | 105      | 34    | 22    | 6        |          | 71     | 32    | 56    | 230  |
| Gatling Markeisha Cherte | 19      | 19 | 633    | 302   | 134         | 220         | 61          | 0           | 2           | 0           | 34          | 46          | 74          | 103      | 36       | 139      | 45    | 16    |          | 4        | 21     | 63    | 40    | 314  |
| Gioe' Klara              | 3       | 1  | 1      | 0     |             |             |             |             |             |             |             |             |             |          |          |          |       | 1     |          |          |        |       |       | 1    |
| Malara Alessia           | 4       | 0  |        | 0     |             |             |             |             |             |             |             |             |             |          |          |          |       |       |          |          |        |       |       |      |
| Manzotti Giulia          | 19      | 18 | 203    | 75    | 13          | 29          | 45          | 13          | 38          | 34          | 10          | 12          | 83          | 23       | 4        | 27       | 13    | 6     |          | 1        | 12     | 24    | 13    | 54   |
| Miccio Liliana           | 19      | 19 | 534    | 170   | 25          | 67          | 37          | 37          | 99          | 37          | 9           | 14          | 64          | 26       | 4        | 30       | 21    | 11    | 1        | 1        | 24     | 35    | 18    | 88   |
| Nwachukwu Vanessa        | 1       | 0  |        | 0     |             |             |             |             |             |             |             |             |             |          |          |          |       |       |          |          |        |       |       |      |
| Russo Francesca Romana   | 19      | 19 | 485    | 160   | 40          | 93          | 43          | 10          | 31          | 32          | 50          | 64          | 78          | 35       | 18       | 53       | 31    | 18    | 2        | 1        | 33     | 43    | 73    | 174  |
| Salamone Giada           | 2       | 0  |        | 0     |             |             |             |             |             |             |             |             |             |          |          |          |       |       |          |          |        |       |       |      |
| Verona Marta             | 19      | 18 | 372    | 107   | 39          | 86          | 45          | 4           | 11          | 36          | 17          | 28          | 61          | 41       | 22       | 63       | 24    | 7     | 2        |          | 32     | 56    | 21    | 83   |